# 弦月嗡蜣螂
弦月嗡蜣螂（學名：Onthophagus(Colobonthophagus）為金龜子科渫蜣屬的一種。

## 物種描述

### 形態學
體長8–10 mm，體色黑色帶強烈光澤，觸角黃褐色，前足脛節有4 個外緣齒，第4 外緣齒最小。頭部寬大且外緣接近圓弧狀，唇基略平直。雄蟲頭部額隆線特化成明顯的板狀犄角，呈向兩側延伸的彎月狀；前胸背板頂部向前方延伸出一塊略呈長方形的板狀突起，前端中央處略凹。雌蟲額隆線長且略呈緩弧狀，頭頂部有一塊接近方形的凹陷部夾於兩複眼之間。

### 生物學
本種會取食家牛、水牛及豬的糞便。

## 分類學
本種隸屬金龜子科渫蜣屬。

## 分布與棲地
本種分布於香港、中國大陸、海南島、緬甸北部、越南、金門。